# Krewetka zmienna
Krewetka zmienna, krewetka wiślana, krewetka pływająca, palemonetka zmienna (Palaemonetes varians) – europejski gatunek krewetki częściowo słodkowodnej. Wyrostek czołowy stosunkowo długi, przezroczysty i pozbawiony pigmentu; górna i dolna jego krawędź ząbkowana. Pierwsza para czułków zwieńczona przez 3 wici, z których 2 są zrośnięte u nasady. 2 przednie pary odnóży tułowiowych zaopatrzone w wysmukłe szczypce, mające dość krótką część chwytną. Krótszy palec odnóży tułowiowych II pary (30–40% zamiast 40–50% długości całych szczypiec) wraz z brakiem głaszczka na żuwaczce są cechami odróżniającymi krewetkę zmienną od podobnej krewetki bałtyckiej. Dorasta, według różnych źródeł, do 4 lub 6 cm (dane te mogą dotyczyć różnych populacji lub form ekologicznych).
Krewetka zmienna zasiedla płytkie, zarośnięte dna wód. Ma dwie formy ekologiczne:
- słodkowodną – składającą duże jaja, znaną głównie z jezior regionu śródziemnomorskiego,
- słonawowodną – składającą małe jaja, występującą w wielu miejscach zachodniej i środkowej Europy. W Bałtyku żyje ona w niektórych osłoniętych zatokach morskich. W Polsce występuje w przybrzeżnych szuwarach Martwej Wisły – stąd jedna z nazw gatunku[3][4].

Krewetka zmienna jest hodowana na żywy pokarm dla dużych ryb akwariowych.